# Egon Montecinos
Egon Elier Montecinos Montecinos (Pichirropulli, Chile, 26 de septiembre de 1973) es un académico chileno. Es asistente Social, Licenciado en Trabajo Social, Magíster en Ciencias Sociales y Doctor en Ciencia Política. Se desempeñó en el cargo de Intendente de la Región de Los Ríos entre marzo de 2014 y marzo de 2017.

## Reseña biográfica
Montecinos nació en Pichirropulli, localidad ubicada a 10 kilómetros al sur de Paillaco, Región de Los Ríos, Chile. Realizó su educación básica en la Escuela Rural Nueva Aurora de Pichirropulli. La enseñanza media la cursó en el Liceo Rodulfo Amando Philippi de Paillaco. Esta casado con Pamela Solís y es padre de una hija llamada Bárbara. 
En 1997 se tituló de Asistente Social en la Universidad de La Frontera, con el grado de Licenciado en Trabajo Social. En 2002, obtuvo el Magíster en Ciencias Sociales con Mención en Estudios de Procesos de Desarrollo de las Sociedades Regionales en el Centro de Estudios del Desarrollo Local y Regional de la Universidad de Los Lagos.  También realizó el V Curso Internacional sobre Gestión Estratégica del Desarrollo Regional y Local de ILPES/CEPAL.
En 2006 se graduó como Doctor en Investigación en Ciencias Sociales con Especialización en Ciencia Política en la Facultad Latinoamericana de Ciencias Sociales (FLACSO), sede académica de México. En el año 2005 realizó una estancia de investigación en el Instituto de Servicios Comunitarios y Administración Pública de Florida International University. En 2010 realizó una estancia corta postdoctoral financiada por la Fundación Carolina realizada en la Universidad Autónoma de Barcelona, en el Instituto de Gobierno y Políticas Públicas. 
Ha participado en diversos proyectos y programas de investigación con financiamiento nacional e internacional y cuenta con numerosas publicaciones de investigación en materia de desarrollo regional, descentralización, participación ciudadana y democracia participativa, siendo su principal especialidad el estudio del presupuesto participativo y la descentralización en América latina. 
Hasta febrero del año 2014 se desempeñó como Vicerrector de Investigación y Postgrado y Vicerrector de Planificación y Desarrollo de la Universidad de Los Lagos.
El 1 de febrero de 2014, fue nombrado Intendente de la Región de Los Ríos por la electa Presidenta de la República, Michelle Bachelet Jeria. Asumió en el cargo el 11 de marzo de 2014.

## Actividad política
Como intendente de la región de Los Ríos, impulsó un programa inédito para Chile de profundización de la participación ciudadana a escala regional inspirado en el modelo de "Presupuestos Participativos". El programa denominado "FRIL Participativo" persigue involucrar directamente a la ciudadanía organizada en la toma de decisión sobre la inversión de recursos regionales. 
Para ello promovió una modificación del reglamento para la gestión y distribución del Fondo Regional de Inversión Local (Fril) el que fue aprobada por el Consejo Regional de Los Ríos en junio de 2014 y que permitió que el 30% de los recursos correspondientes a esta glosa (unos 1.600 millones de pesos) fueran priorizados por la ciudadanía organizada en cada una de las comunas de la región
La idea impulsada por Montecinos fue considerada pionera a nivel regional y nacional y destacada por órganos de Gobierno como la Subsecretaría de Desarrollo Regional (SUBDERE)  y la División de Organizaciones Sociales del Ministerio Secretaría General de Gobierno y vista como un modelo a implementar en todo el país, para lo cual un grupo de senadores suscribió un proyecto de acuerdo para promover un proyecto de ley basado en el ejemplo del Fril Participativo de la Región de Los Ríos.
En el año 2015, en el marco de esta iniciativa, tres municipios de la Región de Los Ríos aplicaron el mecanismo del presupuesto participativo para priorizar proyectos de inversión. Además, el diputado Bernardo Berger presentó una moción parlamentaria para incorporar en la Ley de Presupuestos la obligatoriedad de considerar la participación de la ciudadanía en la priorización de recursos regionales.
En noviembre de 2016, el Gobierno Regional de Tarapacá replicó el Fril Participativo desarrollado en Los Ríos, con la aprobación del reglamento por parte de su Consejo Regional, convirtiéndose en la segunda región en Chile en implementar el mecanismo impulsado por Montecinos.
Durante su gestión, Montecinos también implementó un Programa Piloto de Formación Ciudadana, orientado a escolares de enseñanza básica y media. Mediante esta iniciativa, los estudiantes complementan su aprendizaje en la asignatura de Historia, Geografía y Ciencias Sociales con visitas guiadas al Gobierno Regional de Los Ríos y la Secretaría Regional Ministerial de Educación, donde conocen 'in situ' el funcionamiento de los servicios públicos y dialogan con sus autoridades.
Además impulsó la formulación de la primera Política Regional de Participación Ciudadana en el país, la cual es parte de la Estrategia Regional de Desarrollo y tiene como propósito institucionalizar mecanismos de participación ciudadana a nivel de la región. Adicionalmente, Montecinos promovió la creación del Consejo Regional de la Sociedad Civil, iniciativa inédita a nivel nacional, orientada a establecer una instancia de control social de la gestión pública, representativa de la ciudadanía organizada y electa democráticamente.
En materia de inversión, la gestión de Montecinos ha destacado por la ejecución presupuestaria del 100 por ciento de los recursos asignados para la región a través del Fondo Nacional de Desarrollo Regional (FNDR), durante tres años consecutivos: 2014,2015 y 2016, lo cual ocurrió por primera vez desde la creación de la Región de Los Ríos, en el año 2007. Esto también significó alcanzar una cifra histórica de inversión regional, superior a los 51.000 millones de pesos, durante 2016.
En materia de equidad territorial, fue el principal impulsor de la instalación del Programa de Gestión Territorial para Zonas Rezagadas en la Provincia del Ranco. Este programa tiene como objetivo es generar condiciones de desarrollo socio-económico y reducir brechas de carácter territorial mediante una política de intervención intersectorial, con foco en el desarrollo productivo, en la transferencia de competencias y en la generación de capital social y humano.  En este sentido, la Provincia del Ranco, territorio con uno de los mayores niveles de pobreza del país, recibe recursos adicionales para la ejecución de proyectos orientados a reducir las inequidades y se beneficia de estándares especiales para la aprobación de iniciativas de inversión pública.
En lo referido a descentralización, logró la instalación de la Secretaría Regional de Minería en la comuna de Mariquina, territorio que concentra la actividad minera en la región, donde los pequeños y medianos mineros cuentan con un servicio cercano para satisfacer sus necesidades. Asimismo, se concretó la instalación de una sede de la Corporación Regional de Desarrollo Productivo en La Unión, capital de la Provincia del Ranco, y una oficina del Servicio Nacional de Turismo en la comuna de Panguipulli, polo de desarrollo turístico del interior de la Región de Los Ríos.

## Reconocimientos en su trabajo académico y político
Durante su trayectoria académica y durante su gestión como Intendente recibió algunos premios y reconocimientos entre los cuales se puede destacar los siguientes:
1. En el año 2012, obtuvo el primer lugar en la categoría académicos en el Concurso de Ensayo: “Regionalización: Desafíos Pendientes”, realizado por la Cámara de Diputados de Chile, con el trabajo denominado “Los actuales desafíos regionales en Chile: ¿Nueva Regionalización o más Descentralización?”.[29]
2. En diciembre de 2014, la comunidad regional lo distinguió como "Personaje del Año" en el certamen organizado por el Diario Austral de Los Ríos.[30]
3. En enero de 2015,  la Municipalidad de Corral le entregó una distinción por su aporte a la comuna.[31]
4. En julio de 2016,  recibió la medalla “Germán Fehlandt Berkhoff”, otorgada por el Concejo Municipal de Mafil, en reconocimiento a su gestión y apoyo la comuna.[32]
5. En octubre de 2016, en el intendente Egon Montecinos fue declarado Hijo Ilustre de la comuna de Paillaco, su comuna de origen donde estudió la enseñanza básica y media. La propuesta de declaratoria a hijo ilustre fue propuesta por diversas organizaciones sociales de la comuna de Paillaco[33]
6. En diciembre de 2016, recibió la Medalla Universidad de La Frontera, tras consenso unánime de los cuerpos colegiados de esa casa de estudios, donde cursó la carrera de Trabajo Social entre los años 1992-1997.[34]
7. El 2 de octubre de 2017 y con motivo de la celebración de los 10 años de creación de la Región de Los Ríos, recibe la medalla "Gobierno Regional de Los Ríos" de manos del presidente del Consejo RegionaL Luis Cuvertino y los consejeros regionales Waldo Flores y Claudio Mansilla.[35]
8. El 11 de junio del 2025, es electo Rector de la Universidad Austral de Chile.

## Publicaciones científicas
Su trabajo académico se ha enfocado al análisis de la participación ciudadana en la gestión pública en Chile y América Latina, así como a materias vinculadas a la descentralización. 

### Artículos Académicos
- Montecinos, Egon (2014). Institutional Design and Citizen Participation in Participatory Budgeting: The Cases of Chile, Argentina, Peru, Dominican Republic and Uruguay 21 (2). pp. 351-378. ISSN 1665-2037.
- Montecinos, E. (2000). Análisis Del Comportamiento Electoral: De la Elección Racional a la Teoría de Redes. Revista de Ciencias Sociales Vol. 13 (1), 2007. Red Universidad del Zulia.
- Montecinos, E. (2003). De la asociatividad municipal a la asociatividad estratégica. Granada: Unión Iberoamericana de Municipalistas.
- Montecinos, E. (2004). Democracia y multiculturalismo:¿ son compatibles los derechos de las minorías con los principios orientadores de la democracia liberal?. Alpha (Osorno), (20), 201-212.
- Montecinos, E. (2005). Los estudios de descentralización en América Latina: una revisión sobre el estado actual de la temática. EURE (Santiago), 31(93), 73-88.
- Montecinos, E. (2005). Antecedentes sobre la relación histórica centralismo y descentralización en Chile. Revista Venezolana de Gerencia, 10(31).
- Montecinos, E. (2006). Descentralización y democracia en Chile: análisis sobre la participación ciudadana en el presupuesto participativo y el plan de desarrollo comunal. Revista de ciencia política (Santiago), 26(2), 191-208.
- Montecinos, E. E. M. (2007). Límites del enfoque de las políticas públicas para definir un problema público. Cuadernos de administración, 20(33).
- Montecinos Montecinos, E. (2005). Instituciones políticas y participación social en el espacio local. Rev. austral cienc. soc, (9), 3-14.
- Montecinos, E. (2007). Análisis del comportamiento electoral: De la elección racional a la teoría de redes. Revista de Ciencias Sociales, 13(1).
- Montecinos, E. (2009). El Presupuesto Participativo en América Latina.¿ Complemento o subordinación a la democracia representativa?. Revista del clad Reforma y Democracia, (44), 145-1174.
- Montecinos, E. (2011). DEMOCRACIA PARTICIPATIVA Y PRESUPUESTO PARTICIPATIVO EN CHILE:¿ COMPLEMENTO SUBORDINACIÓN A LAS INSTITUCIONES REPRESENTATIVAS LOCALES?. Revista de ciencia política (Santiago), 31(1), 63-89.
- Montecinos, E. (2012). Democracia y presupuesto participativo en América Latina. La mutación del presupuesto participativo fuera de Brasil. Revista del clad Reforma y Democracia, 53, 1-17.
- Montecinos, E. (2013). De la descentralización administrativa a la descentralización política. Propuestas de reformas y políticas públicas para un Chile descentralizado, democrático y participativo. Documentos de trabajo RIMISP, Serie Estudios Territoriales, Nº10, 1-26.
- Montecinos, E. (2013). Los actuales desafíos regionales en Chile:¿ nueva regionalización o más descentralización. Revista de Estudios Parlamentarios, 8, 35-60.
- Montecinos-Montecinos, E. E. (2014). Limitaciones del diseño institucional para una gestión municipal participativa. El caso chileno. Economía Sociedad y Territorio.